# П'ятирічки Південної Кореї
П'ятирічки Південної Кореї (경제사회발전 5개년계획) - п'ятирічні плани економічного розвитку Південної Кореї, які розроблялися і контролювалися на державному рівні у 1962 - 1996 рр.

## Історія
В 1961 році генерал Пак Чон Хі повалив режим прем'єр-міністра країни Чан Мена. Головним напрямком його дій в економічній сфері було перетворення країни з відсталої аграрної в сучасну індустріальну. Починаючи з його правління економіка Південної Кореї переживала бурхливе зростання.
Адміністрація Пак Чон Хі вирішила, що в економічному розвитку ключову роль має відігравати централізоване управління. Сформована в результаті заходів уряду структура економіки включала елементи як інтервенціонізм, так і вільної торгівлі. Саме під час правління генерала Пака в країні з'явилися чеболі - великі приватні конгломерати, що займаються різною діяльністю. Так, уряд зберіг за собою залізниці, джерела електроенергії, водопостачання, автодороги і порти.
Була проведена масштабна націоналізація. Вся банківської система перейшла під контроль держави. Був проведений ряд заходів, покликаних поліпшити становище в аграрному секторі (в 1961 році селянство становило 58% населення). Так, уряд звільнив селян від виплат боргів по банківським відсоткам, прийняв програму стабілізації цін на сільськогосподарську продукцію, збільшив відсоток виплат по банківським вкладами, що так само стимулювало приплив в банки вільних коштів і полегшило отримання кредитів, були прийняті і інші подібні заходи.
Головними економічними цілями уряду Пак Чон Хі було посилення ключових галузей промисловості, зменшення безробіття і розробка ефективніших управлінських методик. Були спрямовані заходи на збільшення рівня експорту, що означало посилення конкурентоспроможності південнокорейських товарів і продуктивності праці. Ключовими галузями промисловості були визнані електроніка, кораблебудування і автомобільна промисловість. Уряд всіляко заохочував відкриття нових виробництв в цих галузях.
В результаті цих заходів зростання промислового виробництва становив 25% на рік, причому в середині 1970-х років темпи збільшилися до 45% на рік.

## П'ятирічки
Економічна програма Південної Кореї стала базуватися на п'ятирічних економічних планах починаючи з 1960-х років.

### Перша п'ятирічка (1962-1966)
Перший п'ятирічний економічний план (1962-1966) був розроблений Верховною Радою Національної Перебудови - вищим органом управління Південної Кореї в 1961-1963 роках.
Перший план включав початкові кроки на шляху побудови ефективної промисловості. Був зроблений акцент на розвиток таких галузей, як виробництво електроенергії, мінеральних добрив, нафтохімічна промисловість, цементна промисловість.

### Друга п'ятирічка (1967-1971)
Другий п'ятирічний план (1967 - 1971) передбачав модернізацію промисловості та розвиток насамперед галузей, здатних виробляти продукцію, що до цього імпортувати: виробництво сталі, машинобудування, хімічну промисловість.

### Третя п'ятирічка (1972-1976)
Третя п'ятирічка (1972-1976) ознаменувалася бурхливим розвитком експортно-орієнтованої економіки, перш за все важкої і хімічної промисловості, в тому числі машинобудування, електроніки, кораблебудування і нафтопереробки.

### Четверта п'ятирічка (1977-1981)
У четверту п'ятирічку (1977-1981) країна стала виробляти продукцію, конкурентоспроможну на світових ринках. Стратегічні напрямки включали наукоємні високотехнологічні галузі: машинобудування, електроніку і кораблебудування, хімічну промисловість. В результаті важка і хімічна промисловість зросли на 51,8% в 1981 році, частка експорту у виробництві збільшилася до 45,3%.

### П'ята п'ятирічка (1982-1986)
Під час П'ята республіка Південної Кореї, президентом Республіки Корея став Чон Ду Хван, соратник генерала Пак Чон Хі, який визначив дві основні мети в соціально-економічній сфері: 1) перетворення Республіки Корея в «суспільство справедливості» і 2) побудова «демократичної і процвітаючої держави». Метою економічного розвитку став добробут народу. Тому п'ятирічка 1982-1986 рр. іменувалася «П'ятий п'ятирічний план економічного і соціального розвитку». Однією з основних завдань нового п'ятирічного плану стало поліпшення якості життя народу, а також стабілізація економіки, на відміну від колишніх п'ятирічок з їх орієнтацією на зростання показників виробництва. У той же час, зростання економічних показників в цей час було співрозмірно з економічним зростанням попередніх п'ятирічок. Щорічний приріст ВВП в П'яту п'ятирічку становив 7,5%. За роки П'ятої п'ятирічки вдалося домогтися скорочення зростання цін на споживчі товари до рівня 3,5% на рік, а зовнішньоторговельний баланс країни вперше за всю її історію став практично бездефіцитним. У 1982 р обсяг експорту та імпорту склав 21,85 і 24,25 млрд доларів, а в 1986 р - 34,72 і 31,58 млрд доларів відповідно. Південній Кореї вдалося домогтися середнього щорічного зростання обсягів експорту в 10,2%, причому половину його склала продукція важкої і хімічної промисловості. До 1986 державний борг Республіки Корея скоротився на 2,3 млрд доларів у порівнянні з попереднім роком і склав 44,5 млрд доларів.

### Шоста п'ятирічка (1987-1991)
Основними цілями шостий п'ятирічки були визначені завдання стабілізаційного характеру, тобто закріплення і розвиток результатів попередніх економічних досягнень. Крім того, йшлося про необхідність зміцнення економічної самостійності та стабільності країни, підвищення суспільного добробуту і гармонії. План також ставив завдання надання більшої свободи економічної діяльності і активнішого виходу на зовнішній ринок. З іншого боку, передбачалося надавати допомогу тим галузям економіки, які відчували труднощі, перш за все в сфері конкурентоспроможності товарів.
Завдання Шостого п'ятирічного плану були в цілому перевиконано: при запланованому темпі зростання ВВП в 8,2% Південній Кореї вдалося досягти рівня в 9,8%.

### Сьома п'ятирічка (1992-1996)
Сьомий п'ятирічний план був реалізований під час президентства Кім Ен Сам, але розроблявся при колишньому президенті Ро Де У. Основні цілями цього плану були: поліпшення і стабілізація досягнутих результатів і вирівнювання непропорційних елементів економіки. Конкретними завданнями були визначені: підвищення рівня конкурентоспроможності південнокорейських товарів на світовому ринку, ролі Республіки Корея в світовій економічній системі, ролі громадських економічних інститутів (при збереженні пріоритету у розвитку ринкової економіки) і підвищення якісного рівня добробуту південнокорейських громадян. Рівень приросту ВНП був визначений в 7%.
Як і в період П'ятої Республіки, в економічному розвитку країни Ро Де У акцентував увагу на підвищенні ролі фінансово-промислових корпорацій чеболь. Так, в 1989 р на 50 найбільших південнокорейських чеболів доводилося 73,4% всього товарообігу, а частка 30 найбільших чеболів в хімічній і важкій промисловості стала складати близько 49%.